# Cephalic Carnage
Cephalic Carnage ist eine US-amerikanische Deathgrind-Band aus Denver, Colorado.

## Geschichte
Cephalic Carnage wurde 1992 von Leonard „Lenzig“ Leal (Gesang) und Zac Joe (E-Gitarre) gegründet. Ein Jahr später trennten sich die beiden nach der Veröffentlichung ihres ersten Demos mit dem Namen Scrape My Lungs.
Erst im Jahre 1996 wurde Cephalic Carnage neu gegründet und mit Unterstützung der neuen Mitglieder John Merryman (Schlagzeug) und Steve Goldberg (E-Gitarre) wurde ein neues Demo Fortuitous Oddity aufgenommen. Das italienische Label Headfuckers Records wurde auf die Band aufmerksam, und 1998 wurde das erste Album mit dem Namen Conforming To Abnormality veröffentlicht. Im selben Jahr verließ Bassist Doug Williams die Band und stieg bei Origin ein. Er wurde durch Jawsh Mullen ersetzt.
Im Jahre 2000 kam, nachdem man bei Relapse Records einen Plattenvertrag unterschrieb, ihr zweites Album Exploiting Dysfunction auf den Markt. Es folgte eine Tour mit Napalm Death und The Dillinger Escape Plan. Ihr nächstes Album Lucid Interval kam 2002 in die Läden, worauf eine Tour mit den Thrash-Metal-Bands Kreator und Destruction folgte.
Im September 2004 nahm die Band das vierte Studioalbum Anomalies auf und es wurde ein Musikvideo zu dem Song Dying Will Be the Death of Me, welcher eine Parodie auf den Metalcore ist, veröffentlicht. Anomalies erschien schließlich im März 2005.
2006 verließ Jawsh Mullen aus privaten Gründen die Band. Anfang 2007 wurde mit Nick "Brass Smith" Schendzielos ein Ersatzmann für ihn gefunden.
Im selben Jahr erschien – ebenfalls auf dem Label Relapse Records – das fünfte Studioalbum Xenosapien.

## Diskografie

### Alben
- 1998: Conforming to Abnormality
- 2000: Exploiting Dysfunction
- 2002: Lucid Interval
- 2005: Anomalies
- 2007: Xenosapien
- 2010: Misled by Certainty

### Demos und EPs
- 1994: Scrape My Lungs (Demo)
- 1996: Fortuitous Oddity (Demo)
- 1997: Promo 1997 (Demo)
- 2002: Halls of Amenti (EP)

### Splits
- 1998: Cephalic Carnage & Adnauseam
- 1999: Impaled/Cephalic Carnage
- 2002: Perversion…and the Guilt After/Version 5 Obese